# Casildo Gervasio Thompson
Casildo Gervasio Thompson (Buenos Aires, 1856 – Buenos Aires, 1928) fue un poeta y militar argentino.

## Vida
Casildo Gervasio Thompson nació en Buenos Aires y fue uno de los poetas afroargentinos más destacados de su época. También se desempeñó como militar, al igual que su padre, el capitán mitrista Casildo Thompson (1826-1873), veterano de la Guerra de la Triple Alianza por el que según algunas fuentes el propio Bartolomé Mitre lloró ante su sepulcro cuando murió siendo comandante del 2º Batallón del 3º Regimiento de la Guardia Nacional.
Casildo Gervasio Thompson escribió una de sus obras más conocidas, Canto al África, en marzo de 1878 y lo leyó públicamente el 1 de abril del mismo año en una conferencia celebrada en la Sociedad de Fomento de las Bellas Artes. Dicha obra forma parte de la Antología de la poesía negra americana de Ildefonso Pereda Valdés (1899-1996).
Formó parte de la Sociedad de Socorros Mutuos La Protectora.
En 1873, como secretario del Club Coronel Sosa, un club político afroporteño fundado por su padre que funcionó entre 1873 y 1879, Casildo Gervasio Thompson apoyó la candidatura a presidente de Bartolomé Mitre.

## Fragmento
(...)
Hay en el cielo nubes de oriflama:
aparece una aurora esplendorosa
entre velos de nácar y de rosa,
presagiando un radiante y nuevo día.
Se siente en el espacio una armonía
cuyo eco celestial arroba el alma
en éxtasis divino:
Tan dulce es su rumor, tan peregrino.
La selva se estremece, el mar suspira;
y en esas ondas de cristal y nieve
el cielo azul se mira
como mujer coqueta en terso espejo.
De las flores de vírgenes praderas
al sollozo del aura estremecidas,
del embriagador aroma...
surgen olas ligeras...
¿Sabéis lo que sucede?
¿Sabéis por qué Natura conmovida
el tesoro descubre do se anida?
Porque viene ya el sol que África espera;
el sol que al oprimido y al esclavo
una voz de profeta predijera,
el sol de Redención; sonó la hora
en el cuadrante eterno del destino;
ya en nombre del amor se dan las manos
esclavos y tiranos
y libres y oprimidos;
pues la igualdad, de la Justicia hermana,
los quiere en un abrazo confundidos.
Casildo Gervasio Thompson, Canto al África, 1878